# Distretto di Sanagorán
Il distretto di Sanagorán  è uno degli otto distretti della provincia di Sánchez Carrión, in Perù. Si trova nella regione di La Libertad e si estende su una superficie di 324,38  chilometri quadrati.